# IC 1302
IC 1302 је спирална галаксија у сазвјежђу Лабуд која се налази на листи објеката дубоког неба у Индекс каталогу.
Деклинација објекта је + 35° 47' 6" а ректасцензија 19h 30m 52,8s. Привидна величина (магнитуда) објекта IC 1302 износи 13,4 а фотографска магнитуда 14,1. IC 1302 је још познат и под ознакама MCG 6-43-2, IRAS 19290+3540, PGC 63307.